# Tywardreath
Tywardreath est un village des Cornouailles, en Angleterre. Le village fait partie de la paroisse civile de Tywardreath and Par.